# Generación Cero (videojuego)
Generación Cero es un videojuego  desarrollado y autopublicado por Avalanche Studios. El juego fue anunciado en junio de 2018 y salió al mercado para PlayStation 4, PC y Xbox el 26 de marzo de 2019.

## Gameplay
Generación Cero es un juego de supervivencia de disparos en primera persona, de mundo abierto, cooperativo, que puede ser jugado en línea con hasta otros tres jugadores o solo.

## Argumento
El juego se sitúa en 1989, en una realidad alternativa post-apocalíptica de Suecia, la cual ha sido invadida por robots asesinos. Estos robots fueron construidos después de la Segunda Guerra Mundial con propósitos defensivos pero fueron haciéndose más opresivos hacia los humanos e intentará matar el jugador al verlo. El jugador toma el papel de un adolescente sueco que, al regresar de una excursión a una isla, encuentra que su casa ha sido abandonada e invadida por robots asesinos y tiene que sobrevivir el salvaje clima sueco mientras intenta determinar el destino de quienes solían vivir allí.
El estilo artístico del juego ha sido frecuentemente comparado con las obras de arte de Simon Stålenhag, comparación hecha incluso por el artista. Sin embargo, a pesar de las semejanzas percibidas, Avalanche Studios ha negado que el estilo del juego haya sido inspirado o motivado por el arte de Stålenhag y que el artista no estuvo implicado directamente o indirectamente en el desarrollo del juego.

## Recepción
Según la revisión de críticas de Metacritic, Generación Cero ha recibido "críticas generalmente desfavorables" para las versiones de PS4 y Xbox One del juego y "revisiones mixtas o medianas" para la versión de PC.
A pesar de que el juego fue alabado por algunas de sus mecánica de combate y por su estilo de arte y concepto, también fue criticado por ser un producto sin pulir, por su historia y por una jugabilidad demasiada repetitiva que provoca un bucle de juego aburrido.